# XFree86
XFree86 — реализация сервера X Window System, которая использовалась в операционных системах UNIX, Linux, и частично в Mac OS X. В настоящее время практически не используется — большинство открытых операционных систем приняло X.Org Server вместо XFree86, а большинство разработчиков XFree86 перешло к X.Org Server.
XFree86 обеспечивает соединение клиент-сервер между аппаратными средствами ввода-вывода (мышь, клавиатура, видеокарта) и интерфейсом конкретной программы, также обеспечивая и оконную инфраструктуру и стандартизированный программный интерфейс. XFree86 независим от платформы, легко расширяем и доступен в сети.
Обычно прикладные программы работают не непосредственно с X Window System (в частности, XFree86), а с графическими тулкитами, наиболее распространённые на данный момент в сообществе Linux — GTK+ и Qt.
Последняя версия — 4.8.0 от 16 декабря 2008 года.

## Архитектура
Сервер XFree86 связывается с ядром операционной системы хоста для управления устройствами ввода и вывода, за исключением графических карт. Как правило, они управляются непосредственно XFree86, поэтому она включает собственные драйверы для всех графических карт, которые могут быть у пользователя. Некоторые карты поддерживаются самими производителями через двоичные драйверы.
Начиная с версии 4.0, XFree86 поддерживает некоторые графические карты с ускорением 3D через расширения GLX и DRI. Также в версии 4.0 XFree86 перешел на новую модель драйвера, от одного бинарного файла X-сервера для каждого драйвера до уникального X-сервера, способного загружать несколько драйверов одновременно.
Поскольку серверу обычно требуется низкоуровневый доступ к графическому оборудованию, во многих конфигурациях он должен работать от имени суперпользователя или пользователя с UID 0. Однако в некоторых системах и конфигурациях сервер можно запустить от имени обычного пользователя.

## 2003: Разногласия разработчиков
До 2003 года в основном происходило развитие XFree86, но даже внутри этого проекта возникали разногласия. Причиной этого можно назвать разногласия в выпусках обновлений: разработчики не могли получить доступ к CVS для внесения изменений, а распространители должны были поддерживать одновременно несколько версий. В марте был выведен из основной группы разработчиков долгосрочный участник Кейт Паккард. Группа утверждала, что это было необходимо для сокрытия факта создания форка XFree86 Паккардом. Сам же Паккард отрицает этот факт.

## 2004: Лицензионные противоречия
Версии XFree86 до релиз-кандидатов 4.4.0 включительно были выпущены под разрешительной MIT-лицензией. XFree86 4.4 вышла в феврале 2004 с изменениями лицензии: дополнение рекламного пункта, подобное тому в оригинальной BSD-лицензии, но с более широкими рамками. Многие нашли новую лицензию недопустимой, а Фонд свободного программного обеспечения признал её несовместимой с GNU GPL (что интересно, позже лицензия была признана совместимой с новой версией GPL v3).
Некоторые проекты сделали релизы (в частности OpenBSD 3.5 и 3.6, и Debian 3.1 «sarge»), основанные на версии 4.4 RC2 XFree86, последней версией под старой лицензией. Большинство операционных систем (включая поздние версии OpenBSD и Debian) приняло X.Org сервер.
После X11.app X-сервер для Mac OS X был изменен на X.Org, NetBSD перешёл на X.Org с версии 5.0, и на начало 2009 года больше нет операционных систем, поставляемых с XFree86.

## Старт форка X.Org Server
X.Org Server стал официальной реализацией X11. Первая версия, X11R6.7.0, была форком XFree86 версии 4.4 RC2, слитой с изменениями X11R6.6. Версия X11R6.8 добавила много новых расширений, драйверов и исправлений. Он не обременён изменениями лицензии XFree86. Хостится и работает в тесном сотрудничестве с freedesktop.org.
Большинство открытых операционных систем приняло X.Org Server вместо XFree86, и большинство разработчиков XFree86 перешло к X.Org Server.

## История выпусков
| Версия                      | Дата выпуска     | Наиболее важные изменения                                     |
| --------------------------- | ---------------- | ------------------------------------------------------------- |
| X386 1.1                    | 11 февраля 1991  | Первая версия X386 от Томаса Роелла, основанная на X11R4.     |
| X386 1.2                    | 29 августа 1991  | Включен в X11R5.                                              |
| X386 1.2E 0.0               | 7 мая 1992       | Первый до-XFree86 код, написанный возможными членами команды. |
| X386 1.2E 1.0               | 18 июля 1992     |                                                               |
| X386 1.2E 1.0.1             | 23 июля 1992     |                                                               |
| X386 1.2E 1.0.2             | 8 августа 1992   |                                                               |
| XFree86 1.0m                | 2 сентября 1992  | Первая версия под названием «XFree86».                        |
| XFree86 1.1                 | 1 октября 1992   |                                                               |
| XFree86 1.2                 | 8 февраля 1993   |                                                               |
| XFree86 1.3                 | 5 июня 1993      |                                                               |
| XFree86 2.0                 | 24 октября 1993  |                                                               |
| XFree86 2.1                 | 11 марта 1994    |                                                               |
| XFree86 2.1.1               | 4 мая 1994       | Последняя версия, основанная на X11R5.                        |
| XFree86 3.0                 | 26 августа 1994  | Релиз для X11R6.                                              |
| XFree86 3.1                 | 29 сентября 1994 |                                                               |
| XFree86 3.1.2               | август 1995      |                                                               |
| XFree86 3.2                 | 26 октября 1996  |                                                               |
| XFree86 3.2.1               | декабрь 1996     |                                                               |
| XFree86 3.3                 | 30 мая 1997      | Архитектура ускорения XFree86 (XAA)                           |
| XFree86 3.3.1               | 8 августа 1997   |                                                               |
| XFree86 3.3.2               | 24 мая 1998      |                                                               |
| XFree86 3.3.3               | 30 декабря 1998  |                                                               |
| XFree86 3.3.3.1             | 31 декабря 1998  |                                                               |
| XFree86 3.3.4               | 21 июня 1999     |                                                               |
| XFree86 3.3.5               | 17 августа 1999  |                                                               |
| XFree86 3.3.6               | 31 декабря 1999  | Последняя версия 3.x.                                         |
| XFree86 4.0                 | 7 марта 2000     | Полностью новая архитектура. Включен X11R6.4.                 |
| XFree86 4.0.1               | 30 июня 2000     | XRender                                                       |
| XFree86 4.0.2               | 18 декабря 2000  |                                                               |
| XFree86 4.0.3               | 16 марта 2001    |                                                               |
| XFree86 4.0.4               | апрель 2001      |                                                               |
| XFree86 4.1.0               | 2 июня 2001      |                                                               |
| XFree86 4.2.0               | 18 января 2002   |                                                               |
| XFree86 4.2.1               | 3 сентября 2002  |                                                               |
| XFree86 4.3.0               | 26 февраля 2003  |                                                               |
| XFree86 4.4 RC2             | 19 декабря 2003  | Разветвлен на X.Org Server                                    |
| XFree86 4.4.0               | 29 февраля 2004  | Первая версия под лицензией XFree86 1.1.                      |
| XFree86 4.5.0               | 16 марта 2005    |                                                               |
| XFree86 4.6.0               | 10 марта 2006    |                                                               |
| XFree86 4.7.0               | 12 августа 2007  |                                                               |
| XFree86 4.8.0               | 15 декабря 2008  |                                                               |
| Старая версияТекущая версия |                  |                                                               |